# Ortabağ, Uşak
Ortabağ là một xã thuộc huyện Uşak, tỉnh Uşak, Thổ Nhĩ Kỳ. Dân số thời điểm năm 2010 là 257 người.

## Vị trí địa lý
Ngôi làng cách trung tâm thành phố Uşak 59 km.